# Anderson Montague-Barlow
Clement Anderson Montague-Barlow, 1. baronet (ur. 28 lutego 1868 w St Bartholomew’s Vicarage w Clifton w hrabstwie Gloucestershire, zm. 31 maja 1951) – brytyjski prawnik i polityk, członek Partii Konserwatywnej, minister w rządach Andrew Bonar Lawa i Stanleya Baldwina.

## Życiorys
Studiował prawo na Uniwersytecie Cambridge. W latach 1910–1923 reprezentował w Izbie Gmin okręg wyborczy Salford South. W latach 1922–1924 był ministrem pracy. W 1918 r. został Kawalerem Komandorem Orderu Imperium Brytyjskiego, a w 1922 r. członkiem Tajnej Rady. W 1909 roku dołączył do firmy Sotheby, Wilkinson and Hodge (dzisiejszy dom aukcyjny Sotheby’s), przenosząc w 1917 r. siedzibę na 34 Bond Street, gdzie dom aukcyjny ma swoją siedzibę do dziś. W 1924 r. otrzymał tytuł baroneta, który wygasł wraz z jego śmiercią w 1951 r.